# Walter Kleemann
Walter Kleemann (* 23. Oktober 1893 in Charlottenburg bei Berlin; † 24. April 1974 in Pforzheim) war ein deutscher Politiker (SPD).
Walter Kleemann war Oberingenieur. Da Max Ganschow Bezirksrat im Bezirk Charlottenburg wurde, rückte Kleemann im Januar 1947 in die Stadtverordnetenversammlung von Groß-Berlin nach, doch neun Monate später schied er aus dem Parlament aus. Sein Nachrücker wurde daraufhin Richard Schröter.